# 东湖街道 (北京市)
东湖街道，是中华人民共和国北京市朝陽區下辖的一个街道办事处，系2014年由原来的来广营地区南部区域东湖地区及崔各庄地区西南部区域大望京商务区组建而成。辖区四至：东至机场高速中心线，与崔各庄地区（乡）接壤；西至地铁十三号线西侧，与来广营地区（乡）接壤；南至北小河北侧沿望京西路中心线至湖光北路、宏泰西街中心线及原崔各庄与望京街道界线至机场高速，与望京街道办事处接壤；北至五环路中心线，与来广营、崔各庄接壤。街道办事处驻地：朝阳区宏昌路6号。

## 建制沿革
2005年12月9日，原望京高新技术产业区管委会更名为北京电子城新区管理服务办公室，同时组建朝阳区东湖街道办事处筹备处，一套人马两块牌子，履行社会管理和园区服务双重职能。
2006年2月10日街道勘界完成。4月11日，撤销中共北京市朝阳区委望京高新技术产业区工作委员会，成立中共北京市朝阳区委东湖街道筹备处工作委员会，为区委派出机构，同时明确了街道筹备处工委、办事处筹备处和电子城新区管理服务办公室职责。东湖街道筹备处正式成立。
2007年8月31日，原与街道合署办公的北京电子城新区管理服务办公室撤销，相关职能划入中关村电子城科技管委会，东湖街道办事处筹备处完全履行朝阳区政府派出机构职能。
2014年2月14日，正式明确东湖街道办事处行政区划。

## 行政区划
东湖街道下辖以下14个社区居委会：望京西园社区、南湖东园北社区、南湖中园北社区、望京花园社区、利泽西园一区社区、果岭里社区、望湖社区、大望京社区、东湖湾社区、望京西园二区社区、望京花园东区社区、康都家园社区、华彩社区、望馨花园社区。

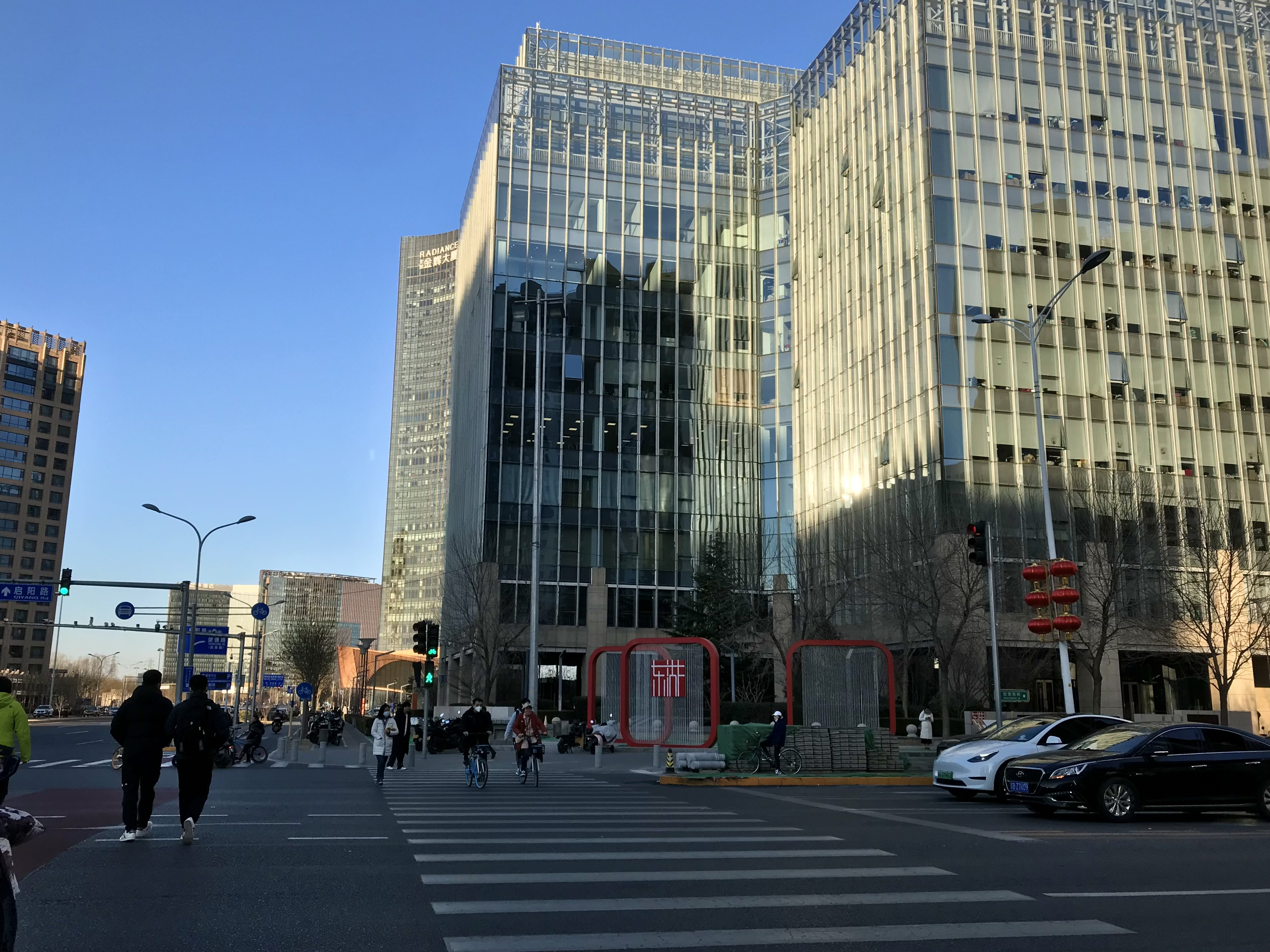
位于大望京的“东湖”地标牌

## 辖区内企业和机构
企业：阿里望京中心、美团总部、双鹤药业总部、施耐德电气（中国）有限公司、安捷伦科技（中国）有限公司、中航证券、忠旺集团、君康人寿集团、完美世界集团、中交隧道工程有限公司
教育机构：北京市第八十中学、北京陈经纶中学分校、清华附中望京学校、北京市第九十四中学（高中部）、首都师范大学附属实验学校、白家庄小学科技园校区，另有针对外籍人员子女的北京韩国国际学校。

## 交通
东湖街道辖区内有东湖渠站（ █ 14号线）和望京东站（ █ 15号线）两座地铁站。

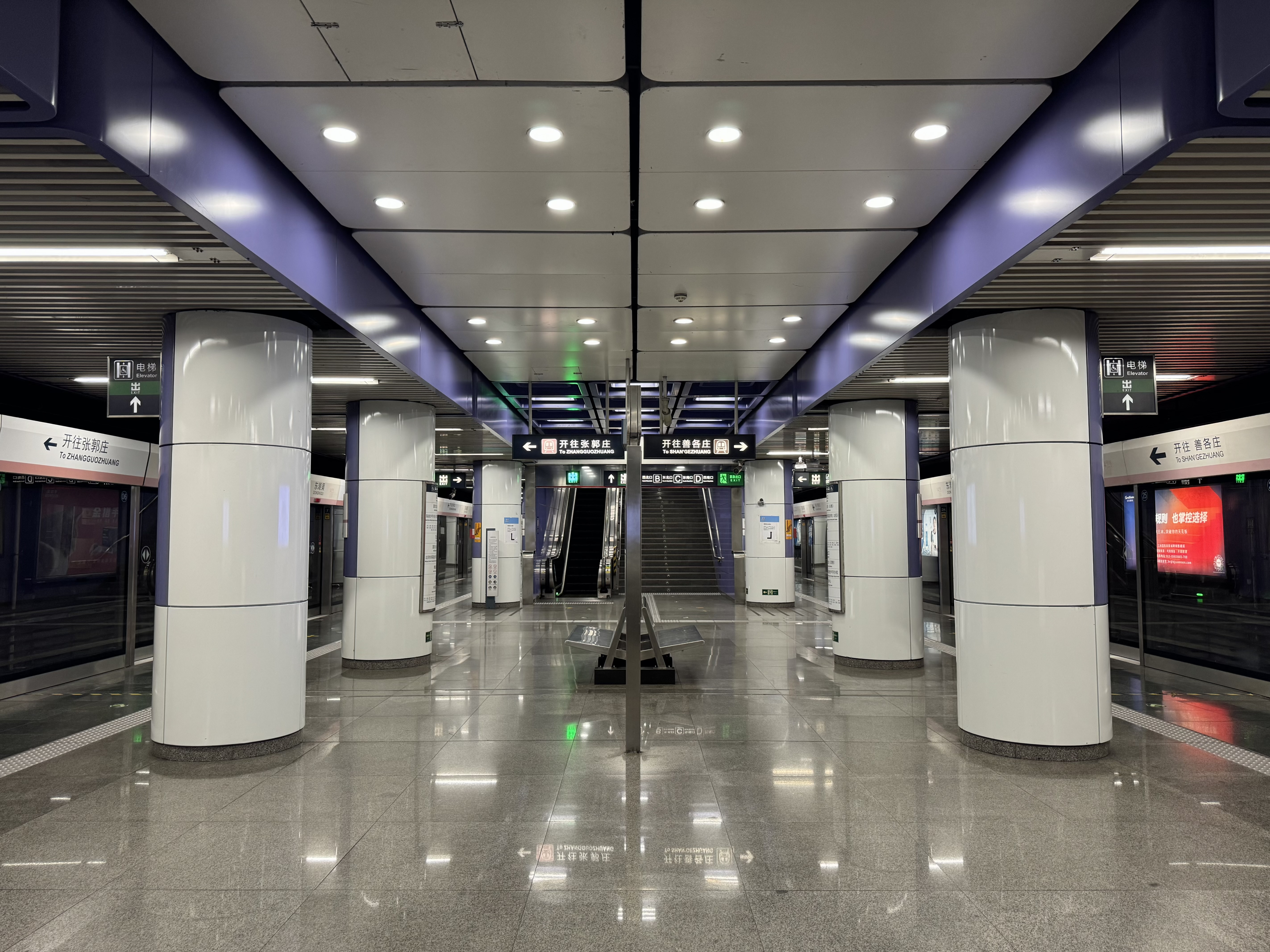
东湖渠站
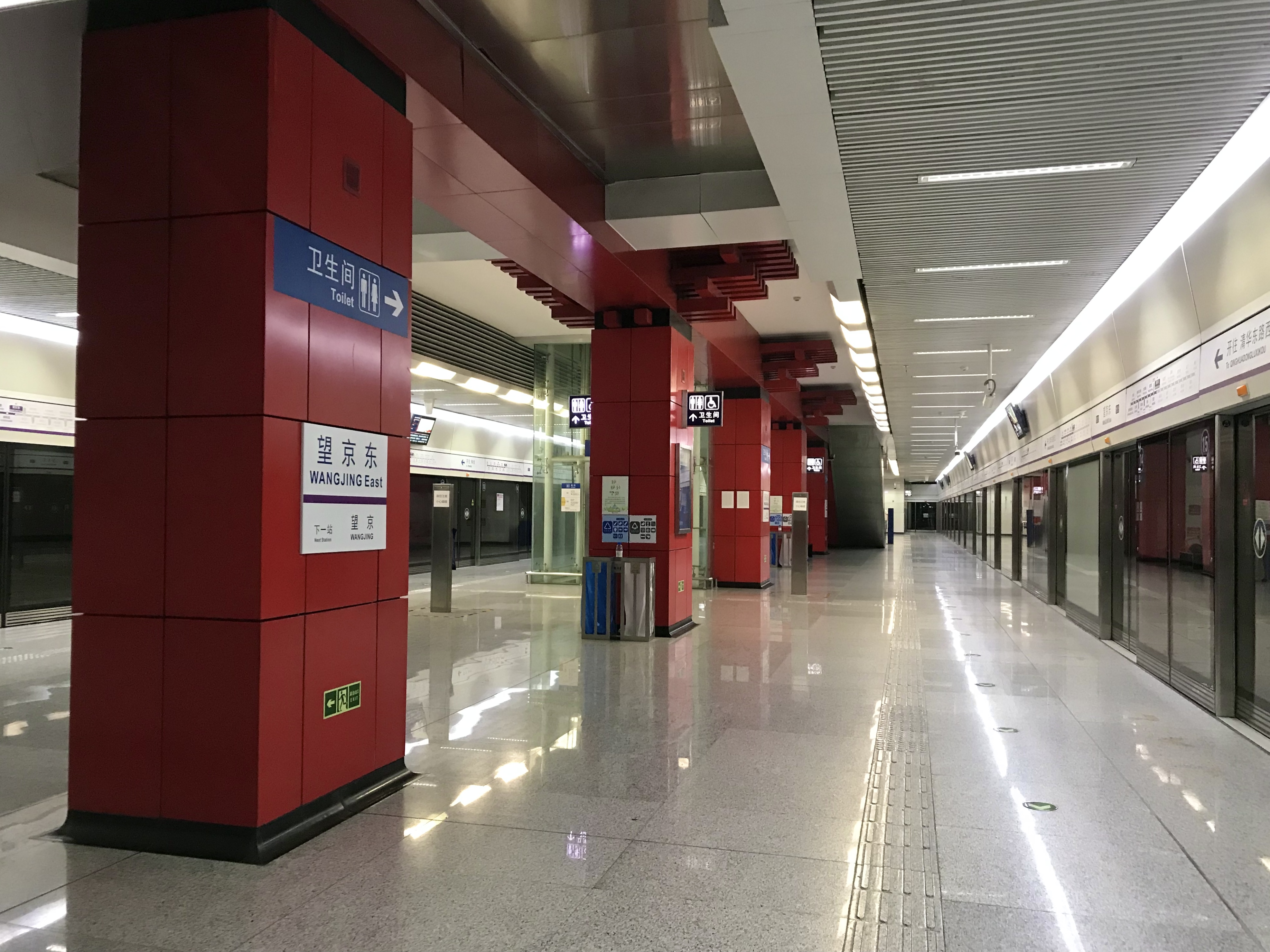
望京东站